# Municipalità locale di Big Five False Bay
La municipalità locale di Big Five False Bay  (in inglese Big Five False Bay Local Municipality) è stata una municipalità locale del Sudafrica appartenente alla municipalità distrettuale di Umkhanyakude, nella provincia di KwaZulu-Natal. In base al censimento del 2001 la sua popolazione era di 31.295 abitanti.
È stata soppressa nel 2016, quando si è fusa con la municipalità locale di Hlabisa per costituire la municipalità locale di Big Five Hlabisa.
La sede amministrativa e legislativa era la città di Hluhluwe e il suo territorio si estendeva su una superficie di 1.060 km² ed era suddiviso in 4 circoscrizioni elettorali (wards). Il suo codice di distretto era KZN273.

## Geografia fisica

### Confini
La municipalità locale di Big Five False Bay  confinava a nord e a est con il District Management Areas KZDMA27, a sud con quella di Hlabisa e a ovest con quelle di Nongoma (Zululand), Jozini e Hlabisa.

### Città e comuni
- Bushlands
- Hluhluwe
- Hluhluwe Township
- Makhasa
- Mdletshe
- Mnqobokazi
- Nibela

### Fiumi
- Ngweni
- Mzinene

### Laghi
- Lake St Lucia